# I. Tahmászp perzsa sah
I. Tahmászp (Sáhábád, 1514. február 22. – Gazvin, 1576. május 25.) Perzsia sahja (uralkodott 1524. május 23-ától haláláig), a Szafavida-dinasztia második tagja, a birodalom- és dinasztiaalapító I. Iszmáíl fia, Irán leghosszabb ideig regnáló uralkodója. Öt évtizedes uralma alatt a szomszédos szunnita hatalmakkal, az Üzbég Kánsággal, majd az Oszmán Birodalommal harcolt, élete végén pedig belharcok robbantak ki birodalmában. Rátermettségét bizonyítja, hogy a kor szuperhatalmának számító Oszmán Birodalommal sikeresen dacolt annak ellenére, hogy fontos területeket szakított ki birodalmából I. Szulejmán monumentális hadjáratai során. Mindemellett támogatta a tudományokat és a művészeteket, uralkodása az újkori Perzsia történetének egyik fénykora.

## Polgárháború és üzbég harcok
Tahmászp apjának elsőszülött fia volt annak második feleségétől, az Ak Kojunluból származó Sáh Bégítől. Gyermekként, 1515–1521 között horászáni kormányzói címet viselt. Iszmáíl halálakor kicsivel több, mint tízéves volt, ami az udvarban hatalmi harcokhoz vezetett. A kizilbas török törzsek külső betörésekkel súlyosbított vetélkedésének a nagykorúvá váló Tahmászp vetett véget 1533-ban, aki az elkövetkező negyven évben nem is engedte ki kezéből az irányítást.
A zűrzavart kihasználva az Üzbég Kánság hadai már 1525-ben lerohanták Horászánt, ahonnan csak nagy nehézségek árán lehetett őket kiverni 1526-ban. Az első összecsapást még négy követte: az üzbégek 1528-ban ideiglenesen elfoglalták Mashadot, 1532-ben ismét perzsa területeket dúltak, majd nagy uralkodójuk, a sajbánida Ubajdalláh kán vezetése alatt 1533-ban és 1535-ben úgyszintén. Ezek a hadjáratok nem jártak tartós hódítással, és céljuk alapvetően a rablás volt, amivel az észak- és kelet-iráni vidékek addig virágzó városainak hanyatlását idézték elő.

## Oszmán háborúk
A belső széthúzást és az üzbégek hadműveleteit kihasználva I. Szulejmán, az Oszmán Birodalom szultánja is támadásra szánta el magát. A második oszmán-perzsa háború 1533-ban tört ki, és szép sikereket hozott az oszmánoknak: Azerbajdzsán és Grúzia mellett a fővárost, Tebrizt is elfoglalták, 1534-ben pedig Bagdad és egész Irak nagy része Szulejmán kezére került az ottani síita kegyhelyekkel (Nedzsef, Kerbela stb.) és a Perzsa-öböl baszrai kikötőjével együtt. A háború 1535-ben fejeződött be, Szulejmán hódításai közül azonban csak a mezopotámiai bizonyult tartósnak, Tebrizből és a Kaukázusból a szafavida kizilbas haderő ellenállása miatt ki kellett vonulnia. Tahmászp 1537-ben a nyugati kudarcokat némileg kompenzálva keleten kárpótolta magát: 1537-ben elfoglalta a meggyengült Mogul Birodalomtól Kandahárt, ezzel tartósan megvetette a lábát Afganisztán területén is. Tahmászp a negyvenes években három hadjáratot vezetett Grúzia területei ellen is, ami jelentős számú kaukázusi megjelenését eredményezte Iránban és a hadseregben. Tahmászp a síita hitre áttérített Humájun mogul uralkodónak is segített 1545-ben visszaszerezni trónját.
A nyugati határon Tahmászp hosszú uralkodása alatt még kétszer lángolt fel a háború. Az elsőre az szolgáltatta az ürügyet, hogy Tahmászp öccse, a Servánt kormányzó Alkász Mirza 1547-ben fellázadt, és fivérével, az Ardabilt igazgató Szám Mirzával együtt átállt az oszmánokhoz. Még a trónörököst, a későbbi II. Iszmáílt is bevonták az összeesküvésbe. A lázadó szafavidák és az oszmán hadsereg ismét bevette Tebrizt 1548-ban, ezért Tahmászp úgy ítélte meg, hogy távolabbra kell költöznie az ütközőzónából. Így lett Perzsia fővárosa ötven évre Gazvin a Kaszpi-tenger partvidékén. A lázadókat 1549-ben sikerült elfogni és Gahgahá hegyi börtönerődjébe zárni.
I. Szulejmán és I. Tahmászp utolsó háborúja 1554-ben tört ki. Az oszmán hadsereg ismét fölényben volt, a Kaukázusban sikerült bevennie Karabahot. A két fél végül 1555. május 29-én megkötötte az amasziai békét. Ez nem egészen harminc évre békét biztosított a két birodalom között, miközben Mezopotámiát oszmán, Azerbajdzsánt és Tebrizt perzsa kézen hagyta. Grúzia területén a két nagyhatalom osztozott meg.

## Béke és válság
Tahmászp birodalmára ezután körülbelül húsz év béke köszöntött, amely a sah 1574-es megbetegedésekor borult fel. Ismét kiújult a törzsi rivalizálás, melynek keretében a hatvanhárom éves uralkodót meggyilkolták. Ardabilban temették el. Fia, az évtizedek óta börtönben tartott II. Iszmáíl követte a trónon, őt azonban szunnita preferenciái miatt egy éven belül megölték, és Tahmászp egy másik fia, a vak Szultán Muhammad Hudábanda foglalta el a trónt. A negyedszázadon át tomboló belső válságon azonban csak Tahmászp unokája, I. (Nagy) Abbász tudott úrrá lenni.

## Utódai
Tahmászp hosszú uralkodása során tízszer nősült, feleségei – részint perzsa, részint grúz előkelőségek rokonai, illetve a hívai Szufján kán egyik lánya – tizenhárom fiúnak és kilenc lánynak adtak életet. Négy fia még Tahmászp életében meghalt, és az életben maradók közül ketten, a másodszülött Muhammad Hudábanda és a harmadik, Iszmáíl jutott később trónra. Iszmáíl rövid uralkodása alatt összes többi fivérét meggyilkoltatta, leszámítva a fiatal Alí Mirzát, akit 1613-ban unokaöccse, I. Abbász vakíttatott meg, de 1642-ig élt. Iszmáíl haragjának egy húga is áldozatául esett, a többiek azonban zömmel előkelő, többnyire kormányzói családokba házasodtak be.

## Külső hivatkozások
- Christopher Buyers: The Royal Ark/Persia/Safawi Dynasty